# Rummu (Lääne-Harju)
Rummu is een plaats in de Estlandse gemeente Lääne-Harju, provincie Harjumaa. De plaats heeft de status van vlek (Estisch: alevik).
Tot in oktober 2017 behoorde Rummu tot de gemeente Vasalemma, waar het de grootste plaats was. In die maand ging Vasalemma op in de gemeente Lääne-Harju.

## Bevolking
De plaats had 1088 inwoners op 31 december 2011 en 932 inwoners op 31 december 2021.

## Gevangenis

Rummu, bekeken vanaf de puinberg

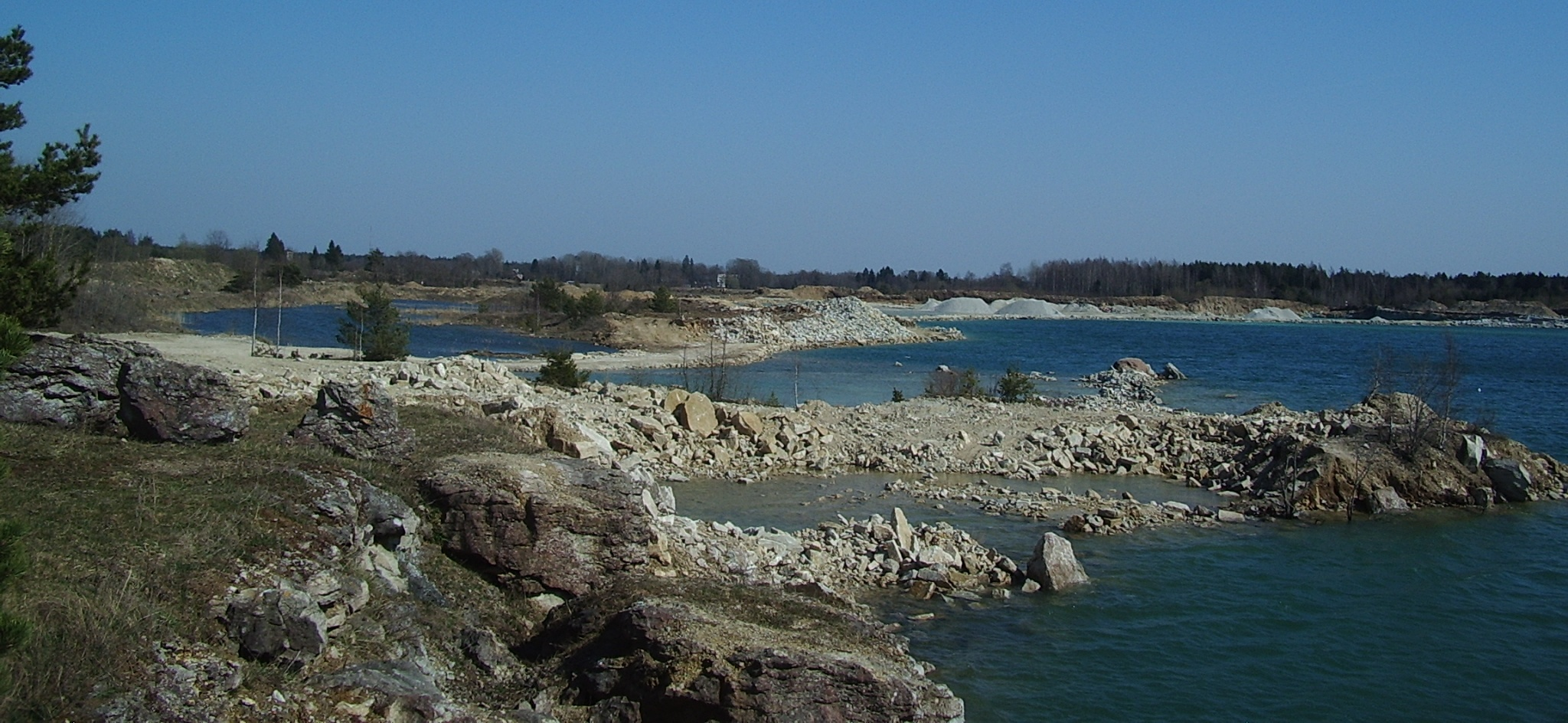
Voormalig winningsgebied voor kalksteen, nu een meertje

In 1938 werd in Rummu de Murru-gevangenis (Estisch: Murru vangla) geopend. De circa 400 gevangenen werden tewerkgesteld in een kalksteengroeve. In de jaren zeventig van de 20e eeuw werd de winning van kalksteen steeds minder belangrijk. In plaats daarvan konden de gevangenen zich binnen de gevangenis bekwamen in metaal- en houtbewerking. Na 1990 kwam de nadruk vooral te liggen op een beroepsopleiding voor de gevangenen. Ze konden zich bijvoorbeeld bekwamen tot timmerman, tuinman, kleermaker of lasser.
Tussen 1961 en 2004 bestond in Rummu nog een tweede gevangenis: de Rummu-gevangenis (Rummu vangla). In deze gevangenis was het regime iets minder streng. In 2004 fuseerden beide gevangenissen. In 2007 fuseerde de gevangenis in Rummu met die in Ämari, die bestond sinds 1984. De gevangenen uit Ämari werden overgebracht naar Rummu.
Op 1 januari 2013 werd de gevangenis gesloten.

## De kalksteengroeve
In de jaren negentig werd de winning van kalksteen compleet gestopt. Toen de kalksteengroeve was opgegeven, vulde deze zich al spoedig met grondwater. Het resultaat was een meertje, dat wel de Blauwe Lagune wordt genoemd. Een van de gebouwen van de gevangenis kwam in het meer terecht. Het meer leent zich, met een gemiddelde diepte van 15 meter, goed voor de duiksport en voor kanovaren. In de zomermaanden kan er ook worden gezwommen.
Toen de groeve nog in gebruik was, werd het onbruikbare materiaal opgestapeld tot een kunstmatige heuvel van 70 meter hoogte. Voor Estische begrippen is dit behoorlijk hoog.